# Рибера-дель-Альто-Эбро
Рибера-дель-Альто-Эбро (исп. Ribera del Alto Ebro) — историческая область и комарка в Испании, находится в провинции Наварра. Подзона в соответствии с зонированием Наварры-2000, относится к субзоне Рибера-Альто Регион состоит из 9 муниципалитетов, население которых в 2014 году составило 26 477 жителей (INE)

## География
Комарка Рибера-дель-Альто-Эбро расположена в юго-западной части автономного сообщества Наварра, в субзоне Рибера-Альта. Имеет общую площадь 455 км² и граничит на севере с Эстелья-Оксиденталь и Эстелья-Орьенталь, на востоке — Тафальей и Рибера Арга-Арагон, а на юге и западе — автономное сообщество Ла-Риоха.

## Муниципалитеты
Комарка Рибера-дель-Альто-Эбро состоит из 9 муниципалитетов, которые перечислены ниже с данными о численности, площади и плотности, соответствующими данным INE 2017 года:
| Муниципалитет | Население | Площадь | Плотность |
| ------------- | --------- | ------- | --------- |
| Андосилья     | 2718      | 51,62   | 52.65     |
| Асагра        | 3843      | 33,71   | 114       |
| Каркар        | 1038      | 40,45   | 25.66     |
| Лерин         | 1654      | 98,16   | 16.85     |
| Лодоса        | 4730      | 45,34   | 104.32    |
| Мендавия      | 3570      | 78,33   | 45.58     |
| Сан-Адриан    | 6214      | 21,15   | 293.81    |
| Сартагуда     | 1316      | 14,91   | 88.26     |
| Сесма         | 1152      | 71,33   | 16.15     |